# AN/ASQ-242
AN/ASQ-242 Communications, Navigation, and Identification System (CNI) – zintegrowany podsystem komunikacji, nawigacji i identyfikacji wchodzący w skład zespołu sensorów samolotu wielozadaniowego Lockheed Martin F-35 Lightning II. System zapewnia bezpieczną, odporną na zakłócanie i ukrytą łączność głosową oraz transfer danych, precyzyjną nawigację i lądowanie, samo-identyfikację, rozpoznawanie celów poza horyzontem (BVR – Beyond Visual Range) oraz łączność ze źródłami informacji poza samolotem
Celem spełniania wymogów operacji stealth, podsystem CNI korzysta z technik redukujących prawdopodobieństwo wykrycia, przechwycenia i wykorzystania emisji, zdolny jest także do aktywnego elektronicznego przeciwdziałania tym zagrożeniom.  Uzyskuje to przez  zastosowanie technik zmiennych częstotliwości, szerokiego spektrum, kontrolę emisji, kierunkowość anteny oraz innych technik zmniejszających prawdopodobieństwo wykrycia. Jednocześnie system zapewnia kompatybilność z tradycyjnymi militarnymi i cywilnymi systemami komunikacji, nawigacji oraz systemami IFF. Współpracuje także z właściwymi cywilnymi systemami funkcjonującymi w amerykańskiej oraz europejskiej przestrzeni powietrznej. Obróbka i kodowanie sygnału oraz danych dokonywane są przez dedykowane procesory.
Podsystem CNI zapewnia także obsługę audio pilota, w postaci ostrzeżeń, porad oraz funkcji rozpoznawania głosu. Częścią tego podsystemu jest także działający na każdym pułapie układ nawigacji innercyjnej (INS) oraz GPS o zwiększonej odporności na zakłócanie. Układy nawigacji dostarczają danych wyjściowych dotyczących przyspieszenia liniowego i kątowego, prędkości, prędkości kątowych samolotu, położenia (przechyłu, pochylenia i położenia platformy), kursu magnetycznego i rzeczywistego, pułapu, znaczników czasowych i czasu. Zapewnia także precyzyjną kompensację danych o ruchu dla radaru samolotu oraz systemu celowniczego EOTS.